# SC Juiz de Fora
Der Sport Club Juiz de Fora ist ein Sportverein aus Juiz de Fora, im brasilianischen Bundesstaat Minas Gerais.

## Geschichte
Sport wurde am 24. September 1916 gegründet. Er ging aus einem alten Verein in Juiz de Fora dem Sociedade Recreativa Comercial Clube hervor. In einer der Versammlungen von Comercial wurde der Sportbereich des Klubs unter dem Namen Sociedade Esportiva do Comercial Clube gegründet. Nach seinen Klubfarben wurde der grüne Sittich das Maskottchen.
Nachdem die Sportabteilung eingerichtet war, wurde ein Gelände für die künftigen Aktivitäten gesucht. Die Verantwortlichen wandten sich dann an José Procópio Teixeira, den damaligen Präsidenten des Stadtrats und Eigentümer eines Grundstücks in der Nähe des Largo do Riachuelo, und schlugen vor, es zu pachten. Der Comercial Clube wurde daraufhin darüber informiert, dass die Sportabteilung bereits organisiert sei und über einen gemieteten Sitz verfüge, obwohl er noch keine Mitglieder habe. Daraufhin wurde eine Versammlung einberufen und alle eingeladen, die sich für Sport interessierten. In dieser Versammlung wurden zwei wichtige Vorschläge für die Schaffung des Sports angenommen. Die Sociedade Esportiva do Comercial Clube wurde in Sport Club Juiz de Fora umbenannt und der SC wird ein unabhängiges Unternehmen von Comercial Clube.
Heute bietet der Klub Aktivitäten in den Bereichen Frauenfußball, Frauenfutsal, Aerobic und Schwimmen an. Eingestellt wurde der Herrenfußball, Basketball und Volleyball der Frauen. Aus letzterem ging Márcia Fu hervor, Teilnehmerin an den Olympischen Sommerspielen 1996.

## Herrenfußball
Für 1933 ist erstmals eine Teilnahme an Spielen der Staatsmeisterschaft von Minas Gerais nachgewiesen. Seinen Einstand gab Sport in der obersten Spielklasse der regionalen Liga am 2. Juli. Der Klub hatte den Villa Nova AC zu Gast. Das Spiel endete 2:2. Am Saisonende im Januar 1934 fand sich Sport auf dem letzten Tabellenplatz wieder. In den vierzehn Spielen hatte sich eine Bilanz von zwei Siegen, vier Unentschieden und acht Niederlagen bei 25:46 Toren ergeben.
Erst 1969 trat der Klub wieder in einer Liga der Staatsmeisterschaft an. Dieses Mal im Módulo II, deren zweiten Liga. An deren Ende konnte Sport seine Gruppe als Erster abschließen und erreichte dadurch die Rückkehr in die erste Liga der Staatsmeisterschaft 1970. In der Folge trat der Klub in einer der Ligen der Staatsmeisterschaft an. 1995 als Tupi–Manchester, einer Spielvereinigung mit dem Tupi FC und Tupynambás FC, zwei anderen Klubs aus Juiz de Fora. Der letzte Auftritt einer Profimannschaft war 2010.

### Herren Teilnahme an Fußballwettbewerben
| Wettbewerb                          | Teilnahmen                              |
| ----------------------------------- | --------------------------------------- |
| Staatsmeisterschaft                 | 6× – 1933, 1970, 1976, 1980, 1988, 1995 |
| Staatsmeisterschaft Módulo II       | 5× – 1969, 1981–1982, 1987, 1989        |
| Staatsmeisterschaft Segunda Divisão | 4× – 1986, 2004, 2009–2010              |
| Staatspokal                         | 2× – 1979–1980                          |

### Herren Erfolge
- Staatsmeisterschaft von Minas Gerais Módulo II – Vizemeister: 1987